# 一起吃苦的幸福
《一起吃苦的幸福》是香港歌手周華健的一張國語專輯，發行於2003年7月，由滾石唱片公司發行，唱片編號：RD1660。

## 簡介
這張專輯的創作與錄製工作不是在錄音室，而是全部在位於臺北陽明山上的國際大旅館中完成的，歷時15天。唱片錄製過程中網路了包括陳小霞、伍佰、潘協慶、黃韻仁、五月天阿信、鍾興民、嚴嘉慶在內的眾多音樂人參與制作。

## 專輯曲目
- 01. 一起吃苦的幸福 It's Good To Be Together 4:25
- 02. Morning Call Morning Call 3:32
- 03. 在雲端 At The Edge of The World 4:06
- 04. 好想哭 Wanna Cry 3:38
- 05. 潮 Tide 5:01
- 06. Boring Day Boring Day 3:49
- 07. 借來的安慰 Comfort Borrowed 4:20
- 08. 意外的旅客 Unexpected Guest 5:02
- 09. 幸福到想哭Demo So Happy That I Wanna Cry 1:42
- 10. Love Hotel 秋的別館 Love Hotel 3:18
- 11. 別傻了 Don't Be Silly 3:56（FT 任賢齊）